# Parville
Parville là một xã thuộc tỉnh Eure trong vùng Normandie miền bắc nước Pháp.